# Монети середньовічного Азербайджану (Джучиди)
Монети Азербайджану під управлінням джучидів карбувалися в період захоплення Джанібеком земель Хорасану та Мавераннахру, пізніше від імені його сина Бердібека. Срібні та мідні монети карбувалися також під час другої спроби захоплень земель Хорасану Тохтамишем. У 1406—1411 роках, рятуючись від підступного еміра Едигея хан Шадібек переховувався в Ширвані, де карбувалися срібні монети з його іменем.

## Історія
Держава Хулагуїдів, маючи на півночі кордони із Золотою Ордою, постійно була центром ворожнечі поміж місцевими шахами, ільханами, чагатаїдами та джучидами. До створення держави Ільханів хани Золотої Орди володіли торговими шляхами, які вели від Чорного моря до півдня Азербайджану. Окрім того ввезені товари не обкладалися даниною. У 1261—1262 (660 рік Гіджри) роках еміром Ногаєм відбулася перша спроба захопити державу Хулуїдів за наказом хана Берке. Незважаючи на велику армію війська Ногая були розбиті. За часів правління ільхана Абаки (1265—1282) на Азербайджан здійснив похід сам Берке. Зруйнувавши декілька міст, Берке вирушив на захоплення Тбілісі, але по дорозі помер. Наступна спроба вторгнення під час правління ільхана Абу-Саїда відбулася у 1334 (736 р.Г.) році на чолі свого війська ханом Узбеком (1313–1341). Але золотоординські війська були розбиті претиндентом на трон хулагуїдів Арпа Ке'уном (1335—1336), який звільнив захоплену ними територію. У 1335 році, після занепаду та припинення існування держави Хулагуїдів певний період на південно-західних землях Хорасану правили нащадки Хулагу. З 1340 року, за часів правління Джахан Темура існування держави Хулагуїдів на більшій території припинилося, лише в Тебризі залишався хулагуїд Сулейман-хан. У 1354—1357 (755—758 р.Г.) джучид Джанібек скористався занепадом Хорасану і з пропозицією « звільнити Азербайджан від тирана Меліка Ашрафа » ввів війська на території Хорасану. Джучиди здійснили похід до Хорасану через річку Терек із Сарай-Берке в Дербент, Ширван, Агдам, Барзанд, а потім через Ардебіль і Сарі до Тебризу. До золотординського хана доєдналися війська ширваншаха Кабуса (1348—1372). Наставленик чобаніда та володаря Азербайджану Меліка Ашрафа (1343–1356) хулагуїд Ануширван (1344—1357) змушений був втікати з Тебризу, де невдовзі Джанібек оголосив місто своєю тимчасовою резиденцією. Його владу визнали володар Джалаїрського султанату Увайс I та син Ануширвана Газан Бузурґ, якого Джанібек поставив ханом над залишками держави Хулагуїдів (1357—1401). Залишивши свого сина Бердібека, хан повернувся до Золотої Орди. Невдовзі Бердібек після хвороби батька також повернувся до Орди. Дізнавшись про від'їзд ханів емір Ахіджук, за підтримки прибічників Меліка Ашрафа, зайняв Тебриз і захопив владу в місті. У вересні 1358 року Гасан II розбив війська Ахіджука відновивши владу джалаїрів у Азербайджані.
У 1382 (784 р.Г.) році Гійас ад-дін (1382—1410) завоював Тебріз вбивши свого брата Джалала Хусейна. Проте повноцінним правителем Джалаїрського султанату його визнали лише у 1384 році. На межі 1385/1386 року одним із претендентів на землі Азербайджану був Тохтамиш, який опинився при владі завдяки Тимуру. Але жага до влади Тохтамиша привели до ворожнечі зі своїм посадником. У 1385—1386 роках Тимур захопив більшу частину земель Азербайджану, Тохтамиш повів свої війська на Ширван і осадив Тебриз. Після 7-денної осади хану вдалося зі своїми військами захопити місто Щоб уникнути конфлікту з Тохтамишем місцевий шах Ширвану Ібраґім (1382—1417) карбує монети з іменем джучидського хана фактично підтверджуючи цим визнання влади за Золотою Ордою. В той час Тимур займає землі в Нагірному Карабасі. Відчувши наближення армії тимуридів шах Ібраґім зустрів їх з «9 багатими дарами», як це робив при чаґатаїдах. Таким чином він уникнув сутички з Тимуром, а згодом Тимур закріпив за ним управління в Ширвані та Шамахах аж до Кавказького хребта. Під час другого вторгнення Тохтамиша на землі Хорасану, карбуються монети з іменем хана у 1386—1390 (788—792 р.Г.) роках. В 1394—1395 (797 р.Г.) тимуриди дають повну відсіч Тохтамишу, завойовуючи землі Азербайджану під керування Тимура. Після смерті Тимура Ібрагім I скористався політичною нестабільністю і в 1406 році увійшов до міста Тебриз. У 1406—1407 (809 р.Г.) роках, рятуючись від підступного еміра Едигея, Шадібек попросив притулку у ширваншаха Ібрагіма I. Маючи намір використати Шадібека в боротьбі за трон і владу над Золотою Ордою, ширваншах відмовив Едигею видати хана. За однією з поширених версій Шадібек помер в Дербенті у 1407 році, за версією інших істориків та згідно нумізматичних даних А.К. Маркова та ін. лише у 1411 році в Шамахах Едігею вдалося вбити хана.

## Монетний двір у Ширвані
У 861 році Хайсаном ібн-Халідом на землях Ширвану була заснована держава Ширваншахів (азерб. Şirvanşahlar dövləti, перс. شروانشاهان) зі столицею Шамахи. Держава охоплювала територію від річки Кура до Дербента. До складу держави входили міста: Бакуя, Шамахи, Кабала, Фірузабад, Шабаран, Гуштасфі. Нині місто на Ширванській рівнині на заході від Каспійського моря, на півночі гирла річки Кура.

Карбування у Ширвані, дирхам (0,98 гр.), Джанібек, 1354 (755 р.Г.)

Монети з іменем Джанібека та з позначенням монетного двору Ширвану (перс. شیروان) почали карбуватися в 1354 (755 р.Г.) році. Вага — 0,77-1,02 гр. На аверсі в 6-кутнику, що з'єднаний малими дугами з основним лінійним колом надпис у 3 рядки: «Ас-султан правосудний Джанібек-хан. Нехай продовжиться його правління». В сегментах вгорі ліворуч позначення монетного двору та дата абджадом. На реверсі в подвійному лінійному (середній крапковий) колі 4-дуговий картуш у якому Шагада Ісламу. В дугах імена 4 праведних халіфів.
У 1385—1386, 1389—1390 (787, 792 р.Г.) роках карбувалися срібні дирхами з іменем Тохтамиша. В центрі поля легенда в 3 рядки: «Ас-Султан справедливий/Тохтамиш-бахадур-хан/Нехай продовжиться його правління». Над першим рядком, знизу, позначалося місце карбування. В сегментах дата аджадом. На реверсі Шагада, з боків імена 4 халіфів. Існують різновиди з 4-дуговим картушем та колом у центрі реверсу.
За часів Шадібека з дозволу шейха Ібрагіма І карбуються срібні 1 та 2 теньги з позначенням імені хана. На аверсі в центрі поля куфічним почерком карбувалася Шагада, яка сформовувалася у чотирикутник. З боків імена 4 праведних халіфів. В центрі надпису позначення дати абджадом. На реверсі в центрі поля трьохлінійний 4-дуговий картуш в якому позначене місце карбування. В сегментах картушу надпис: «Султан височайший Шадібек хан, нехай продовжиться його правління».

## Монетний двір у Шамахах
В середні віки знаходячись на перетині караванних шляхів, місто Шамахи було одним з найбільших торгово-ремісничих центрів на Близькому Сході, займаючи важливе місце у торгівлі шовком. Ще у XVI столітті згадуються торгові зв'язки шамахинських та венеційських купців. В середніх віках місто Шамахи було столицею Ширвану. Нині місто в Азербайджані, адміністративний центр Шамахинського району. Розташовано у південно-східних передгір'ях Великого Кавказу, у 122 км від міста Баку.

Карбування у Шамахах. Танка. 1407 (810 р. Г.) рік, Шадібек

У 1354 році у Шамахах (перс. شماخی) карбувалися срібні монети з позначенням імені джучида Джанібека. В трьох колах (середній крапковий) карбувалася легенда в 2 рядки: «Ас-султан справедливий Джанібек-хан». На реверсі в подібних колах позначався монетний двір та рік цифрами.
У 1385—1386, 1389—1390 (787, 792 р. Г.) роках карбувалися срібні дирхами з позначенням імені Тохтамиша. Вага — 1,64 гр. На аверсі в центрі поля арабський надпис у 3 рядки: «Ас-султан найвищий/Тохтамиш бахатур-хан/нехай подовжиться його правління». Над першим верхнім та останнім нижнім рядками позначене місце карбування, в сегментах дата абджадом. На реверсі в 3 рядки Шагада сфорована в чотирикутник, з боків імена 4 праведних халіфів.
1406—1411 роки. Вага — 5,46 гр. Теньга. На аверсі в центрі поля куфічним почерком карбувалася Шагада, яка сформовувалася у чотирикутник. З боків імена 4 праведних халіфів. В центрі надпису позначення дати абджадом. На реверсі в центрі поля трилінійний 4-дуговий картуш в якому позначене місце карбування. Вгорі 2 крапки. Навколо картушу надпис: «Султан височайший Шадібек-хан, нехай продовжиться його правління».

## Монетний двір у Баку
До монгольських завоювань в Хорасані місто Баку перебувало у складі держави Ширваншахів. Починаючи з 50-х років XIII ст. місто входило до складу держави Ільханів під управлінням султану Ширвану. 
Під час сутичок поміж Тохтамишем та Тимуром (1385—1386) Баку знаходилось під управлінням Тохтамиша. В 1406—1407 році на монетному дворі Баку почали карбуватися монети з іменем хана Шадібека, який вважався номінальним володарем. Карбування монет з ім'ям Шадібека продовжувалося до 1410—1411 років.
У 1385—1386, 1389—1391 (787, 791—792 р.Г.) роках в Баку (перс. باکو) карбувалися срібні данги (вага 1,39—1,81 гр.) з позначенням імені Тохтамиша. На аверсі в 6-кутному лінійному картушу позначення монетного двору та ім'я хана. На реверсі в крапковому та лінійному колі Шагада Ісламу: «Немає Бога крім Аллаха і Магомет — пророк його» (араб. أشهد أن لا إله إلا الله وأشهد أن محمدا رسول الله)‎.

Карбування у Баку. Шадібек. Таньга (1,43гр.) 1401-1407 рр.

1406—1411 роки. Вага — 5,63 гр. Теньга. В полі трьох кіл (середній крапковий) куфічним почерком Шагада Ісламу сформована в чотирикутник. В центрі надпису позначення дати абджадом. З боків імена 4 праведних халіфів: Абу-Бакра, Умар ібн аль-Хаттаба,  Осман ібн Аффана та Алі ібн Абу Таліба. На реверсі в центрі поля трилінійний 4-дуговий картуш в якому позначене місце карбування. Поміж колом та картушем надпис: «Султан височайший Шадібек-хан, нехай продовжиться його правління».

## Монетний двір у Гуштасфі
Історична область Азербайджану поміж річками Араксом та Кура, на південному заході Каспійського моря. Через постійні війни поміж хулагуїдами та джучидами наприкінці XIII ст. ширваншах Ахсітан III (1283—1294) переніс столицю з Баку та з Дербента в Гуштасфі. Наприкінці епохи середньовіччя місто було затоплене водами Каспію. У 70-х роках XX ст. на березі Бяндованського мису були знайдені залишки стародавнього поселення

Карбування у Гуштапсі, подвійний дирхам, Тохтамиш, 1386 (788 р.Г.)

У 1386 році у Гуштасфі (перс. غوشتاسب) карбуються монети з позначенням імені Тохтамиша. На аверсі в центрі поля арабський надпис у 3 рядки: «Ас-султан найвищий/Тохтамиш бахатур-хан/нехай подовжиться його правління». Над першим верхнім та останнім нижнім рядками позначене місце карбування, в сегментах дата абджадом. На реверсі в крапковому та лінійному колах Шагада Ісламу‎. З боків імена 4 праведних халіфів.

## Монетний двір у Шабарані
Історична область та середньовічне місто, яке існувало в V-XVIII ст. на сході сучасного Азербайджану.
У 1356—1357 роках у місті Шабаран (перс. شاوران) карбувалися срібні дирхами вагою 0,85-1,06 гр. з позначенням імені хана Бердібека. На аверсі в 3 колах (середній крапковий) надпис в 2 рядки: «Ас-султан правосудний Бердібек». На реверсі в лінійних колах та в 6-кутнику позначення монетного двору та рік. В сегментах імена 4 праведних халіфів.

Карбування у Шабарані, подвійний дирхам, Тохтамиш 1391-1392.

У 1385—1386, 1389—1390 (787, 792 р.Г.) роках карбувалися срібні дирхами з позначенням імені Тохтамиша. Вага — 1,64 гр. На аверсі в центрі поля арабський надпис у 3 рядки: «Ас-султан найвищий/Тохтамиш бахатур-хан/нехай подовжиться його правління». Над першим верхнім та останнім нижнім рядками позначене місце карбування, в сегментах дата абджадом. На реверсі в 3 рядки Шагада сформована в чотирикутник, з боків імена 4 праведних халіфів.

## Монетний двір у Гянджі
Місто розташоване поблизу північно-східного підніжжя Малого Кавказу, на річці Гянджачай (басейн Кури).
У 1356—1357 роках у Гянджі (перс. گنجه) карбувалися монети з позначенням імені хана Джанібека. В трьох колах (середній крапковий) карбувалася легенда в 2 рядки: «Ас-султан справедливий Джанібек-хан». На реверсі в подібних колах позначення монетного двору та рік цифрами.

## Монетний двір у Кара-аґачі
Кара-аґач (сучасна назва Ґетап) — село на території Південного Кавказу, на правому березі річки Акарі, притоки Араксу. Належить до Кашатазького району невизнаної Нагірно-Карабаської Республіки.

Карбування у Кара-аґачі, дирхам (0,85 гр.), Джанібек, 1357 (758 р.Г.)

У 1356—1357 роках у Кара-аґачі (перс. أسودأغاك) карбувалися срібні дирхами вагою 0,85-1,06 гр. з позначенням імені хана Джанібека. На аверсі в 3 колах (середній крапковий) надпис в 2 рядки: «Ас-султан правосудний Джанібек». На реверсі в лінійних колах та в 6-кутнику позначення монетного двору та рік. В сегментах імена 4 праведних халіфів. Подібного типу карбувалися дирхами і з іменем Бердібека.

## Монетний двір у Барді
Після утворення держави Хулагуїдів місто Барда увійшло до її складу. Місто росташоване на Карабаському нагір'ї на берегах річки Тентри в 260 км від Баку. Адміністративний центр Бардинського району.
У 1356—1357 роках у Барді (перс. برده) карбувалися монети з позначнням імені хана Джанібека. В трьох колах (середній крапковий) карбувалася легенда в 2 рядки: «Ас-султан справедливий Джанібек-хан». На реверсі в подібних колах позначення монетного двору та рік цифрами.

## Монетний двір у Нахічевані
У середині 50-х років XIV ст. хан Джанібек, після падіння держави Ільханів, скористався нестабільністю Персії та захопив її території. У 1355 році хан захопив колишню столицю ільханів Тебриз і вбивши місцевого шаха Ашрафа вивісив його голову над воротами найбільшої мечеті.  Намісником Хорасану Джанібек лишив свого сина Бердібека. Але після хвороби батька Бердібек повернувся до Сараю. У 1358 році кипчацькі племена були вигнані джалаїрами з Персії. Нині місто Нахічевань — столиця Нахічеванської Автономної Республіки у складі Азербайджану, яке повністю відділене від Азербайджану територією Вірменії. Розміщене на правому березі річки Нахчиванчай, притоці Араксу, за 450 км на захід від Баку.

Карбування у Нахічевані, данг, Бердібек, 1357 (758 р.Г.) р.

Під час недовгого правління Бердібека в Нахічевані (перс. نخجوان) карбувалися срібні дирхами (0,75 гр.). На аверсі в подвійному лінійному (середній крапковий) колі надпис в 3 рядки: «Падишах світу Бердібек-хан. Нахічевань». На реверсі в лінійному та крапковому колах Шагада, що сформовує чотирикутник. З боків імена 4 праведних халіфів.

## Монетний двір у Бабі
Село у Азербайджані, Фюзулинського району невизнаної Нагірно-Карабаської Республіки.
Під час недовгого правління Бердібека в Бабі (перс. بابئ) карбувалися срібні дирхами з позначенням його імені. На аверсі в лінійному колі легенда: «Султан справедливий Бердібек-хан». На реверсі в 6-кутному картушу надпис: «Карбування в Бабі. 758».

## Монетний двір у Кизилджі
Село в Азербайджані у складі Гейгельського району.
В часи перебування Шадібека в Ширвані в 1406—1411 роках карбується теньга з позначенням монетного двору Кизилджа (перс. قزلجه) та з його іменем. Вага — 4,44 гр. На аверсі в центрі поля куфічним почерком карбувалася Шагада, яка сформовувалася у чотирикутник. З боків імена 4 праведних халіфів. В центрі надпису позначення дати абджадом. На реверсі в центрі поля трьохлінійний 4-дуговий картуш в якому позначене місце карбування. Вгорі 6-кутна зірка. Навколо картушу надпис: «Султан височайший Шадібек-хан, нехай продовжиться його правління».

## Монетний двір у Дербенті
В середньовіччі Дербент був найбільшим портом Каспійського моря. До міста прибували торгові каравани з Хозарії, Русі, Волзької Булгарії, Джурджану, Табаристану, Хорасану, Хорезму, Індії та ін. У 1239 році Дербент завойований монголами і пізніше увійшов до складу держави Ільханів. У 1385—1386 роках землі Дербенту потрапили під керування Тохтамиша. У 1395—1396 роках — під правління маріонеток Тимура. Після його смерті містом правили від імені хана Шадібека ширваншахи. У XV-XVII ст. розподілявся поміж Османською імперією та сефевідами. З 1606 року увійшов до складу Персії. З 1796 року місто окуповане Російською імперією.

Карбування у Дербенті, таньга, Тохтамиш, 1385-1386

Монети з іменем Токтамиша, карбовані у Дербенті (перс. دربند), вперше були виявлені у складі Катеринославського скарбу знайденого у 1851 році на території Запорізької області біля річки Кінської. Загальна вага знахідки складала 22,53 кг, кількість монет 14350, з них 7992 монети з іменем Токтамиша, карбованих в містах Південного Кавказу та 210 монет Джалаїрського султанату. З позначенням міста Дербент карбувалися срібні дирхами у 1385—1386, 1389—1390 (787, 792 р.Г.) роках. Вага — 1,64 гр. На аверсі в центрі поля арабський надпис у 3 рядки: «Ас-султан найвищий/Тохтамиш бахатур-хан/нехай подовжиться його правління». Над першим верхнім та останнім нижнім рядками позначене місце карбування, в сегментах дата абджадом. На реверсі в крапковому та лінійному колах Шагада Ісламу, з боків імена 4 праведних халіфів.
За часів правління Ібрагіма І карбувалися срібні 1 та 2 танки (теньги) з ім'ям хана Шадібека. Роки карбування 1406—1410 (809—812 р.Г.). Вага — 5,60-5,64 гр. На аверсі в центрі поля куфічним почерком карбувалася Шагада, яка сформовувалася у чотирикутник. З боків імена 4 праведних халіфів. В центрі надпису позначення дати абджадом. На реверсі в центрі поля трьохлінійний 4-дуговий картуш, у якому позначене місце карбування. Вгорі 6-кутна зірка. Навколо картушу надпис: «Султан височайший Шадібек хан, нехай продовжиться його правління».

Карбування у Дербенті. Пул, 1385-1386, Тохтамиш

За часів перебування Токтамиша у Дербенті карбувалися також і мідні пули. На аверсі в центрі кола стилізована розета в полі якої позначення монетного двору, навколо розети легенда. На реверсі в подвійному лінійному (середній крапковий) колі, чотирикутник, в полі якого ім'я хана. З боків віньєтки.

## Монетний двір у Маджарі
Місто Маджар було одним з найбільших центрів Північнокавказького регіону Золотої Орди, на якому перетиналися караванні дороги, з'єднуючи його на південному сході з Дербентом, на півдні з Джулатом, на південному заході зі Цхумі (через нього із Азаком), на заході з Матрикою (через неї з Кримом), на півночі з Бельджаменом та на північному сході з Хаджи-Тарханом. Маджар знаходився на лівому березі річки Кума. Після розподілу територій поміж монгольськими спадкоємцями Чингісхана, місто Маджар опинилося на кордоні поміж Золотою Ордою та державою Хулагу контрольоване з боку джучидів, водночас частково зберігаючи статус вільного міста до часів правління Кільдібека (1361—1362). З 1396 року місто опинилося повністю під контролем тимуридів. З 1459 року увійшло до складу Астраханського ханства, а з 1556 року, після завоювання Астрахані московськими військами Івана Грозного, було приєднано до територій Московського царства

Карбування Маджару. Дирхам. Токта (1291–1312)

Карбувалися срібні дирхеми (данги) та мідні пули у 1309-1395 роки.
На монетному дворі у Маджарі (араб. ﻣﺎﺟﺮ) срібні дирхеми почали карбуватися в останні роки правління Токту-бека (1291–1312). Недатовані срібні монети дослідниками віднесли до 1310 року.
- 1) Недатований дирхам. На аверсі в крапковому колі вписана 4-пелюсткова фігурна рамка, в центрі в 4 рядки надпис: «Карбування Токту-бека справедливого. Маджар» (араб. ﺿﺭﺏ ﺑﻙ ﺘﻭﻗﺗﻭ ﺍﻟﻌﺎﺪﻞ ﻣﺎﺟﺮ). На реверсі в крапковому колі надпис: «Честь завжди продовжується і слава постійна» (араб. ﺍﻟﺩ ﺍﻟﻌﺯ ﺍﻟﺷﺭﻒ ﻭ ﺍﻳﻡ ﺍﻟﻘﺎﻳﻡ). Вага — 1,45 гр. Діаметр — 19,5 гр.
- 2) Недатований дирхам. Аверс як і 1 типу. На реверсі 6-кутна зірка, у зовнішніх сегментах малі зірки. Вага — 1,18 гр.
- 3) Дирхем. 1309 (710 р.Г.) рік. В крапковкому полі в 2 ряди надпис: «Падишах Токта справедливий» (монг. ﭘﺎﺩﺸﺎﻩ ﺍﻟﻌﺎﺩ). На реверсі в крапковому колі лінійний трикутник. В центрі легенда: «'Карбування Маджару» (монг. ﺿﺭﺏ ﻣﺎﺟﺮ). В сегментах картуш, у ній зображено «вузол щастя», знизу рік. Діаметр — 17-18 мм. Вага — 1,46-1,53 гр.
- 4) Недатований Данг. Бл. 1368-1369 (767-768 р.Г.) роки. На аверсі в колі 4-кутник розділений на 8 частин. У кожній з цих частин легенда уривками: «Султан справедливий Абдулах-хан, Хай продовжить Аллах його правління» В центрі рік. На реверсі в крапковому колі зображено чотирикутник, в якому Шагада в 3 рядки. У верхньому сегменті позначено місце карбування[36].
- 5) Данг. 1372, 1375 (774, 777 р.Г.) роки. Мухаммед-Булак (1370–1372, 1375 — червень 1375, липень 1375 — грудень 1375). У шестидуговій рамці надпис у 4 рядки: «Султан / справедливий Мухамед / хан, хай продовжить / Аллах його правління». На реверсі в крапковому колі чотирикутник, у його центрі маленький чотирикутник з тамгою Бату, навколо нього легенда, нижче рік та позначення місця карбування «карбування Маджар-аль-Джадід».
- 5а) Данг. 1390 (792 р.Г.) рік. Тохтамиш (1380—1395). Аналогічний 5 типу, але зазначено ім'я Тохтамиш.
- 6) Данг. 1395 (797 р.Г.) рік. В крапковому чотирикутнику надпис в 3 рядки куфічним почерком: «Султан справедливий Тохтамиш». На реверсі в подібному оформленні надпис куфічним почерком в 3 рядки: «Карбування Маджару 797»[34].

Карбування Маджару. Анонімний пул. 1396 (798 р.Г.)

Мідні пули на монетному дворі Маджару карбувалися у 1310–1359 роки.
- 1) На аверсі в центрі кола легенда: «Шістнадцять цих [пулів] один данг». На реверсі легенда: «В добрий час / [Пул] Маджару» (араб. ﻗﺗﻟﻎ ﻣﺎﺟﺭ  ﭘﻭﻝ). Приблизний період карбування 1310—1320 роки[37][38][34].
- 2) Іменні пули Абдулах-хана. Роки карбування — 1367—1369 (764—766 рр.Г.). На аверсі надпис у дзеркальному відображені в 4 рядки: «Султан / справедливий / Абдулах / хан». На реверсі надпис в 4 рядки: «Карбування / Маджару / Рік / ...». Існують також недатовані пули цього типу.
- 3) Анонімний пул. 1386, 1396 (7[8/9]8 р.Г.) На аверсі надпис у 3 рядки: «Карбування /Маджар-аль-Джадід / 7[8/9]8». На реверсі в подвійному колі 6-кутна зірка, в її центрі решітка розділена на 8 поділок, у сегментах зірки малі зірки та випадкові цифри[39].